# Отворено првенство Француске у тенису 2011.
Отворено првенство Француске у тенису 2011. било је 110. издање овог турнира. Играно је на стадиону Ролан Гаросу у Паризу, у Француској, од 22. маја до 5. јуна 2011. године.

## Носиоци
Наведени бодови су од 23. маја, а пласман је од 16. маја.

### Мушкарци појединачно
| БР | ПЛ | Тенисер               | Бодова | Брани бодова | Освојено бодова | Нови бодови | Статус                                    |
| -- | -- | --------------------- | ------ | ------------ | --------------- | ----------- | ----------------------------------------- |
| 1  | 1  | Рафаел Надал          | 12070  | 2000         | 2000            | 12070       | Победио Роџера Федерера у финалу          |
| 2  | 2  | Новак Ђоковић         | 11665  | 360          | 720             | 12025       | Изгубио од Роџера Федерера у полуфиналу   |
| 3  | 3  | Роџер Федерер         | 8390   | 360          | 1200            | 9230        | Изгубио од Рафаела Надала у финалу        |
| 4  | 4  | Енди Мари             | 6085   | 180          | 720             | 6625        | Изгубио од Рафаела Надала у полуфиналу    |
| 5  | 5  | Робин Седерлинг       | 5435   | 1200         | 360             | 4595        | Изгубио од Рафаела Надала у четвртфиналу  |
| 6  | 6  | Томаш Бердих          | 4200   | 720          | 10              | 3490        | Изгубио од Стефана Робера у 1. колу       |
| 7  | 7  | Давид Ферер           | 4060   | 90           | 180             | 4150        | Изгубио од Гаела Монфиса у 4. колу        |
| 8  | 8  | Јирген Мелцер         | 2850   | 720          | 45              | 2175        | Изгубио од Лукаша Росола у 2. колу        |
| 9  | 9  | Гаел Монфис           | 2465   | 45           | 360             | 2780        | Изгубио од Роџера Федерера у четвртфиналу |
| 10 | 10 | Марди Фиш             | 2395   | 45           | 90              | 2440        | Изгубио од Жила Симона у 3. колу          |
| 11 | 12 | Николас Алмагро       | 2225   | 360          | 10              | 1875        | Изгубио од Лукаша Кубота у 1. колу        |
| 12 | 13 | Михаил Јужни          | 2010   | 360          | 90              | 1740        | Изгубио од Алберта Монтањеса у 3. колу    |
| 13 | 14 | Ришар Гаске           | 1755   | 10           | 180             | 1925        | Изгубио од Новака Ђоковића у 4. колу      |
| 14 | 15 | Станислас Вавринка    | 1920   | 180          | 180             | 1920        | Изгубио од Роџера Федерера у 4. колу      |
| 15 | 16 | Виктор Троицки        | 1840   | 90           | 180             | 1930        | Изгубио од Ендија Марија у 4. колу        |
| 16 | 17 | Фернандо Вердаско     | 1515   | 180          | 90              | 1425        | Изгубио од Ивана Љубичића у 3. колу       |
| 17 | 18 | Жо-Вилфрид Цонга      | 1570   | 180          | 90              | 1480        | Изгубио од Станисласа Вавринке у 3. колу  |
| 18 | 19 | Жил Симон             | 1565   | 0            | 180             | 1745        | Изгубио од Робина Седерлинга у 4. колу    |
| 19 | 20 | Марин Чилић           | 1515   | 180          | 10              | 1345        | Изгубио од Р. Рамиреза Идалга у 1. колу   |
| 20 | 21 | Флоријан Мајер        | 1555   | 0            | 45              | 1600        | Изгубио од Алехандра Фаље у 2. колу       |
| 21 | 23 | Александар Долгополов | 1450   | 90           | 90              | 1450        | Изгубио од Виктора Троицког у 3. колу     |
| 22 | 24 | Микаел Љодра          | 1400   | 10           | 10              | 1400        | Изгубио од Стива Дарсиса у 1. колу        |
| 23 | 25 | Томас Белучи          | 1395   | 180          | 90              | 1305        | Изгубио од Ришара Гаскеа у 3. колу        |
| 24 | 26 | Сем Квери             | 1325   | 10           | 45              | 1360        | Изгубио од Ивана Љубичића у 2. колу       |
| 25 | 27 | Хуан Мартин Дел Потро | 1355   | 0            | 90              | 1445        | Изгубио од Новака Ђоковића у 3. колу      |
| 26 | 28 | Милош Раонић          | 1342   | (18)         | 10              | 1334        | Изгубио од Михаела Берера у 1. колу       |
| 27 | 29 | Маркос Багдатис       | 1295   | 90           | 45              | 1250        | Изгубио од Леонарда Мајера у 2. колу      |
| 28 | 30 | Николај Давиденко     | 1285   | 0            | 45              | 1330        | Изгубио од Антонија Веића у 2. колу       |
| 29 | 32 | Јанко Типсаревић      | 1225   | 10           | 90              | 1305        | Изгубио од Роџера Федерера у 3. колу      |
| 30 | 33 | Гиљермо Гарсија-Лопез | 1205   | 45           | 90              | 1250        | Изгубио од Фабиа Фоњинија у 3. колу       |
| 31 | 34 | Серхиј Стаховски      | 1145   | 10           | 90              | 1225        | Изгубио од Давида Ферера у 3. колу        |
| 32 | 35 | Кевин Андерсон        | 1150   | 10           | 45              | 1185        | Изгубио од Хуана Игнасија Челе у 2. колу  |

### Играчи који су се повукли
| ПЛ | Тенисер           | Бодова | Брани бодова | Освојених бодова | Нови бодови | Повукао се због       |
| -- | ----------------- | ------ | ------------ | ---------------- | ----------- | --------------------- |
| 11 | Енди Родик        | 2290   | 90           | 0                | 2200        | повреде десног рамена |
| 22 | Давид Налбандијан | 1425   | 0            | 0                | 1425        | болести               |
| 31 | Томи Робредо      | 1245   | 10           | 0                | 1235        | повреде леве ноге     |

### Жене појединачно
| БР | ПЛ | Тенисер                 | Бодова | Брани бодова | Освојено бодова | Нови бодови | Статус                                            |
| -- | -- | ----------------------- | ------ | ------------ | --------------- | ----------- | ------------------------------------------------- |
| 1  | 1  | Каролина Возњацки       | 10255  | 500          | 160             | 9915        | Изгубила од Данијеле Хантухове у 3. колу          |
| 2  | 2  | Ким Клајстерс           | 8115   | 0            | 100             | 8215        | Изгубила од Аранче Рус у 2. колу                  |
| 3  | 3  | Вера Звонарјова         | 7755   | 100          | 280             | 7935        | Изгубила од Анастасије Пављученкове у 4. колу     |
| 4  | 4  | Викторија Азаренка      | 5425   | 5            | 500             | 5920        | Изгубила од Ли На у четвртфиналу                  |
| 5  | 5  | Франческа Скјавоне      | 5246   | 2000         | 1400            | 4646        | Изгубила од Ли На у финалу                        |
| 6  | 6  | Ли На                   | 4635   | 160          | 2000            | 6475        | Победила Франческу Скјавоне у финалу              |
| 7  | 7  | Марија Шарапова         | 4481   | 160          | 900             | 5221        | Изгубила од Ли На у полуфиналу                    |
| 8  | 8  | Саманта Стосур          | 4645   | 1400         | 160             | 3405        | Изгубила од Жиселе Дулко у 3. колу                |
| 9  | 9  | Петра Квитова           | 3743   | 5            | 280             | 4018        | Изгубила од Ли На у 4. колу                       |
| 10 | 10 | Јелена Јанковић         | 3670   | 900          | 280             | 3050        | Изгубила од Франческе Скјавоне у 4. колу          |
| 11 | 11 | Марион Бартоли          | 3000   | 160          | 900             | 3740        | Изгубила од Франческе Скјавоне у полуфиналу       |
| 12 | 12 | Агњешка Радвањска       | 2876   | 100          | 280             | 3056        | Изгубила од Марије Шарапове у 4. колу             |
| 13 | 13 | Светлана Кузњецова      | 2870   | 160          | 500             | 3210        | Изгубила од Марион Бартоли у четвртфиналу         |
| 14 | 14 | Анастасија Пављученкова | 2715   | 160          | 500             | 3055        | Изгубила од Франческе Скјавоне у четвртфиналу     |
| 15 | 15 | Андреа Петковић         | 2890   | 100          | 500             | 3290        | Изгубила од Марије Шарапове у четвртфиналу        |
| 16 | 16 | Каја Канепи             | 2540   | 160          | 160             | 2540        | Изгубила од Јекатерине Макарове у 3. колу         |
| 17 | 18 | Јулија Гергес           | 2500   | 100          | 160             | 2560        | Изгубила од Марион Бартоли у 3. колу              |
| 18 | 19 | Флавија Пенета          | 2495   | 280          | 5               | 2220        | Изгубила од Варваре Лепченко у 1. колу            |
| 19 | 20 | Шахар Пер               | 2445   | 280          | 5               | 2170        | Изгубила од Марије Хосе Мартинез Санчез у 1. колу |
| 20 | 21 | Ана Ивановић            | 2425   | 100          | 5               | 2330        | Изгубила од Јоане Ларсон у 1. колу                |
| 21 | 22 | Јанина Викмајер         | 2350   | 160          | 160             | 2350        | Изгубила од Агњешке Радвањске у 3. колу           |
| 22 | 23 | Доминика Цибулкова      | 2210   | 160          | 5               | 2055        | Изгубила од Вање Кинг у 1. колу                   |
| 23 | 24 | Алиса Клејбанова        | 2165   | 160          | 0               | 2005        | повукла се због болести                           |
| 24 | 25 | Јармила Гајдошова       | 2060   | 280          | 160             | 1940        | Изгубила од Андрее Петковић у 3. колу             |
| 25 | 26 | Марија Кириленко        | 1985   | 280          | 280             | 1985        | Изгубила од Андрее Петковић у 4. колу             |
| 26 | 27 | Нађа Петрова            | 1940   | 500          | 5               | 1445        | Изгубила од Анастасије Родионове у 1. колу        |
| 27 | 28 | Александра Дулгеру      | 1515   | 160          | 100             | 1455        | Изгубила од Соране Крстее у 2. колу               |
| 28 | 30 | Данијела Хантухова      | 1875   | 280          | 280             | 1875        | Изгубила од Светлане Кузњецове у 4. колу          |
| 29 | 31 | Пенг Шуај               | 2080   | 0            | 160             | 2240        | Изгубила од Франческе Скјавоне у 3. колу          |
| 30 | 32 | Роберта Винчи           | 1615   | 100          | 160             | 1675        | Изгубила од Викторије Азаренке у 3. колу          |
| 31 | 33 | Клара Закопалова        | 1600   | 100          | 5               | 1505        | Изгубила од Чан Јунг-јан у 1. колу                |
| 32 | 34 | Цветана Пиронкова       | 1463   | 5            | 100             | 1558        | Изгубила од Жиселе Дулко у 2. колу                |

## Такмичарске конкуренције

### Мушкарци појединачно
Рафаел Надал је победио  Роџера Федерера са 7-5, 7-6(3), 5-7, 6-1.

### Жене појединачно
На Ли је победила  Франческу Скјавоне са 6-4, 7-6(0).

### Мушки парови
Макс Мирни/ Данијел Нестор су победили  Хуана Себастијана Кабала/ Едуарда Шванка 7-6(3), 3-6, 6-4

### Женски парови
Андреа Хлавачкова/ Луција Храдецка су победиле  Сању Мирзу/ Јелену Веснину 6-4, 6-3

### Мешовити парови
Кејси Делаква/ Скот Липски су победили  Катарину Среботник/ Ненада Зимоњића 7-6(6), 4-6, 10-7

## Специјалне позивнице
| 1. Тим Смичек 2. Бернард Томић 3. Арно Клеман 4. Бене Пер 5. Максим Теисера 6. Едуар Роже-Васелен 7. Гијом Руфо 8. Венсан Мијо | 1. Кејси Делаква 2. Ирина Фалкони 3. Полин Пармантје 4. Каролин Гарсија 5. Кристина Младеновић 6. Ирина Бремон 7. Стефани Форец Гакон 8. Оливија Санчез |

| 1. Кени де Шипер / Албано Оливијети 2. Жереми Шарди / Арно Клеман 3. Гаел Монфис / Жослен Оана 4. Марк Жикел / Едуар Роже-Васелен 5. Пјер-Иг Ербер / Никола Ренаван 6. Гијом Руфен / Александар Сидоренко 7. Оливије Пасионс / Ерик Продон | 1. Жили Коан / Матилде Јохансон 2. Ирена Павловић / Лора Торп 3. Каролин Гарсија / Аурелија Веди 4. Кристина Младеновић / Полин Пармантје 5. Клер Фојерстен / Стефани Форец Гакон 6. Викторија Ларјер / Ализе Лем 7. Одри Берго / Ирина Бремон |

## Квалификанти
| 1. Френк Данчевић 2. Стив Дарсис 3. Алехандро Фаља 4. Аугустин Генсе 5. Денис Гремелмајер 6. Давид Гез 7. Лукаш Кубот 8. Хавијер Марти 9. Леонардо Мајер 10. Бјерн Фау 11. Ерик Продон 12. Алберт Рамос 13. Стефан Робер 14. Лукаш Росол 15. Томас Шурел 16. Антонио Веић Следећи играчи су позвани накнадно као срећни губитници: 1. Андреас Бек 2. Алекс Богомолов 3. Симоне Болели 4. Марк Жикел 5. Рајан Харисон 6. Марсел Илхан | 1. Мона Бартел 2. Чан Јунг-јан 3. Елени Данилиду 4. Корина Дентони 5. Марина Ераковић 6. Олга Говорцова 7. Сабине Лисицки 8. Нурија Љагостера Вивес 9. Силвија Солер Еспиноза 10. Слоан Стефенс 11. Хедер Вотсон 12. Александра Вознијак Следеће играчице су позване накнадно као срећне губитнице: 1. Анастасија Пивоварова |

## Расподела бодова
| Пласман                  | Мушкарци појединачно | Мушки парови | Жене појединачно | Женски парови |
| ------------------------ | -------------------- | ------------ | ---------------- | ------------- |
| Победа                   | 2000                 | 2000         | 2000             | 2000          |
| Финале                   | 1200                 | 1200         | 1400             | 1400          |
| Полуфинале               | 720                  | 720          | 900              | 900           |
| Четвртфинале             | 360                  | 360          | 500              | 500           |
| Осмина финала            | 180                  | 180          | 280              | 280           |
| Треће коло               | 90                   | 90           | 160              | 160           |
| Друго коло               | 45                   | 0            | 100              | 5             |
| Прво коло                | 10                   | –            | 5                | –             |
| Квалификант              | 25                   | –            | 60               | –             |
| Треће коло квалификација | 16                   | –            | 50               | –             |
| Друго коло квалификација | 8                    | –            | 40               | –             |
| Прво коло квалификација  | 0                    | –            | 2                | –             |

## Новчане награде
| - Победник: 1.200.000€ - Финалиста: 600.000€ - Полуфиналисти: 300.000€ - Четвртфиналисти: 150.000€ - 4. коло: 75.000€ - 3. коло: 42.000€ - 2. коло: 25.000€ - 1. коло: 15.000€ - 3. коло (квалификације): 8.000€ - 2. коло (квалификације): 4.000€ - 1. коло (квалификације): 2.500€ | - Победници: 330.000€ - Финалисти: 165.000€ - Полуфиналисти: 82.500€ - Четвртфиналисти: 42.000€ - 3. коло: 22.000€ - 2. коло: 12.000€ - 1. коло: 7.500€ | - Победници: 100.000€ - Финалисти: 50.000€ - Полуфиналисти: 25.000€ - Четвртфиналисти: 13.000€ - 2. коло: 7.000€ - 1. коло: 3.500€ |

| - Званични сајт |